# رينكو كيكوتشي
رينكو كيكوتشي (باليابانية:菊地 凛子 كيكوتشي رينكو؛ بالإنجليزية: Rinko Kikuchi) (ولدت في 6 يناير 1981 تحت اسم يوريكو كيكوتشي، باليابانية: 菊地 百合子 كيكوتشي يوريكو؛ Yuriko Kikuchi) هي ممثلة يابانية رشحت لجائزة أوسكار كأفضل ممثلة في دور مساند. ولدت في كاناغاوا مثلت كيكوتشي في مجموعة متنوعة من المجالات، منها الأفلام والمسرح والإعلانات والفيديوهات الموسيقية.
اشتهرت كيكوتشي عالمياً بفضل دورها في فيلم بابل في عام 2006، حيث أدت دور فتاة صماء وبكماء تدعى تشيكو واتايا، وحازت من خلال هذا الدور على ترشيح لجائزة الأوسكار، لتكون بذلك أول ممثلة يابانية تتلقى ترشيحاً لهذه الجائزة بعد نصف قرن تقريباً. إلى جانب ذلك، ترشحت لجائزة غولدن غلوب كأفضل ممثلة مساندة في الفيلم نفسه، وحازت على مجموعة كبيرة من الجوائز.

## الأعمال

### أفلام
- طعم الشاي (2004)
- بابل (2006)
- خريطة أصوات طوكيو (2009)
- حافة الهادي (2013)
- 47 رونين (2013)
- حافة الهادي: انتفاضة (2018)

### مسلسلات
- لعبة الكذاب (2009 - 2010)
- وست وورلد (2018)
- غزو (2021)
- رذيلة طوكيو (2022 - 2024)
- سأمنحك حلما - بدور: ميكوكو آبي.

## روابط خارجية
- رينكو كيكوتشي على موقع IMDb (الإنجليزية)
- رينكو كيكوتشي على موقع روتن توميتوز (الإنجليزية)
- رينكو كيكوتشي على موقع قاعدة بيانات الأفلام العربية
- رينكو كيكوتشي على موقع ألو سيني (الفرنسية)
- رينكو كيكوتشي على موقع ميوزك برينز (الإنجليزية)
- رينكو كيكوتشي على موقع أول موفي (الإنجليزية)
- رينكو كيكوتشي على موقع قاعدة بيانات الأفلام السويدية (السويدية)
- رينكو كيكوتشي على موقع ديسكوغز (الإنجليزية)
- رينكو كيكوتشي على موقع قاعدة بيانات الفيلم (الإنجليزية)
- رينكو كيكوتشي على موقع كينوبويسك (الروسية)